# آرون آنسلمینو
آرون آنسلمینو (انگلیسی: Aaron Anselmino؛ زادهٔ ۲۹ آوریل ۲۰۰۵) بازیکن فوتبال اهل آرژانتین است که در حال حاضر برای باشگاه فوتبال چلسی بازی می‌کند.

## افتخارات
چلسی
- جام جهانی باشگاه‌ها: ۲۰۲۵[۷]

بوکا جونیورز
- Evo Cup: ۲۰۲۲[۸]